# عدلی منصور
عدلی محمود منصور (به عربی: عدلي محمود منصور) (زاده ۲۳ دسامبر ۱۹۴۵) در ۳ ژوئیه ۲۰۱۳ میلادی در نتیجه کودتای ۲۰۱۳ مصر و به دنبال عزل محمد مرسی از ریاست‌جمهوری مصر به وسیله ارتش مصر، به عنوان رئیس‌جمهور موقت دولت انتقالی و مسئول برگزاری انتخابات زودهنگام تعیین شد. او چند روز بعد حازم الببلاوی را به عنوان نخست‌وزیر دولت موقت منصوب نمود. منصور تا ۸ ژوئن ۲۰۱۴ که عبدالفتاح سیسی رئیس‌جمهور مصر شد، کفیل ریاست جمهوری مصر بود.

## تحصیلات
وی مقطع کارشناسی را در دانشگاه قاهره در سال۱۹۶۷ به پایان رسانده‌است و هچنین تحصیلات عالیه خود را در رشته حقوق و رشته علوم اداری در سال ۱۹۶۹ و ۱۹۷۰ ادامه داده و مدرک گرفته‌است. او همچنین در مرکز اداره تحصیل کرده‌است.

## مقام و سمت
منصور به عنوان مشاور شورای کشور در سال ۱۹۸۴ تعیین شد و پست معاون شورای کشور را در سال ۱۹۹۲ به عهده گرفت او به عنوان مشاورحقوقی وزارت بازرگانی مصر در سال ۱۹۸۳ تا۱۹۹۰ در عربستان سعودی مشغول به کار شد. همچنین به عنوان مشاور دبیر خانهٔ کابینه در سال‌های ۱۹۹۰ تا سال ۱۹۹۲ فعالیت. وی به عنوان معاون رئیس دادگاه عالی قانون اساسی مصر در پایان سال ۱۹۹۲ تعیین شد. مجمع عمومی دادگاه قانون اساسی به جای ماهرالبحیری که مدت مسئولیتش در ۳۰ ژوئن پایان یافت، موافقت کرد. تعیین منصور به عنوان رئیس دادگاه قانون اساسی بعد از تغییر قانون دادگاه بود که براساس آن رئیس دادگاه قانون اساسی به دستور رئیس‌جمهوری از سه معاون رئیس قبلی بعد از موافقت مجمع عمومی دادگاه قانون اساسی تعیین می‌شود.

## واکنش‌ها به کودتای ارتش و رئیس‌جمهوری منصور

### منطقه خاورمیانه
- سران عربستان، امارات متحده عربی، کویت، بحرین و تشکیلات خودگردان فلسطین به عدلی منصور تبریک گفته و از اقدام ارتش تجلیل کرده بودند.
- قطر، اردن اعلام کردند که به نظر مردم مصر احترام خواهند گذاشت و به عدلی منصور تبریک گفتند.
- سید عباس عراقچی سخنگوی وقت وزارت خارجه جمهوری اسلامی ایران نیز گفت خواسته مردم متمدن مصر را محترم خواهد شمرد.
- رئیس‌جمهور سوریه بشار اسد گفت: «تجربه اسلام سیاسی از همان ابتدا محکوم به شکست است؛ زیرا این نوع حکومت با طبیعت و ذات انسان سازگاری ندارد».
- وزیر امور خارجه ترکیه هم در واکنش به تحولات مصر، کودتای نظامی در این کشور را غیرقابل قبول خوانده و محکوم کرد.
- تونس نیز اقدام ارتش مصر را محکوم کرده و از آن به عنوان کودتا یادکرد.

### جهان
- بان کی مون دبیرکل سازمان ملل، گفت که دولت آتی در مصر باید با خواسته مردم مغایرتی نداشته باشد و حاکمیت غیرنظامی باید فوری جایگزین حاکمیت نظامی شود.
- وزارت خارجه روسیه با صدور بیانیه‌ای اعلام کرد: اوضاع سیاسی در مصر بحرانی است و موضوع قانون اساسی و تعیین اختیارات قوای مجریه، مقننه و قضاییه از بحث‌های داغ مصر است. وزارت خارجه روسیه ابراز امیدواری کرد که همه‌پرسی قانون اساسی مصر فرصتی برای تقویت وحدت جامعه مصر باشد.
- باراک اوباما رئیس‌جمهوری ایالت متحده آمریکا در بیانیه‌ای نسبت به کنار گذاشتن محمد مرسی توسط ارتش مصر از قدرت، اظهار نگرانی کرد، اما از محکوم کردن آن خودداری نمود.
- گیدو وستروله، وزیر خارجه آلمان با انتقاد از کودتای نظامی در مصر، این اقدام را گامی به عقب در دموکراسی خواند.
- ویلیام هگ وزیر خارجه انگلیس در پی برکناری محمد مرسی از ریاست جمهوری مصر با دخالت نظامی برای تغییر رژیم این کشور انتقاد کرد اما آن را کودتا ننامید. او همچنین خواستار آرامش در این کشور شد.
- وزارت خارجه کانادا نیز خواهان خویشتنداری از همه گروه‌های سیاسی شده بود.